# Giovanni D'Urso
Giovanni D’Urso (Catania, 4 augustus 1933 – Rome, 26 september 2011) was een magistraat in Italië. Terroristen van de Rode Brigades ontvoerden hem (12 december 1980 – 15 januari 1981). In tegenstelling tot Aldo Moro twee jaar eerder overleefde D’Urso de ontvoering.

## Levensloop

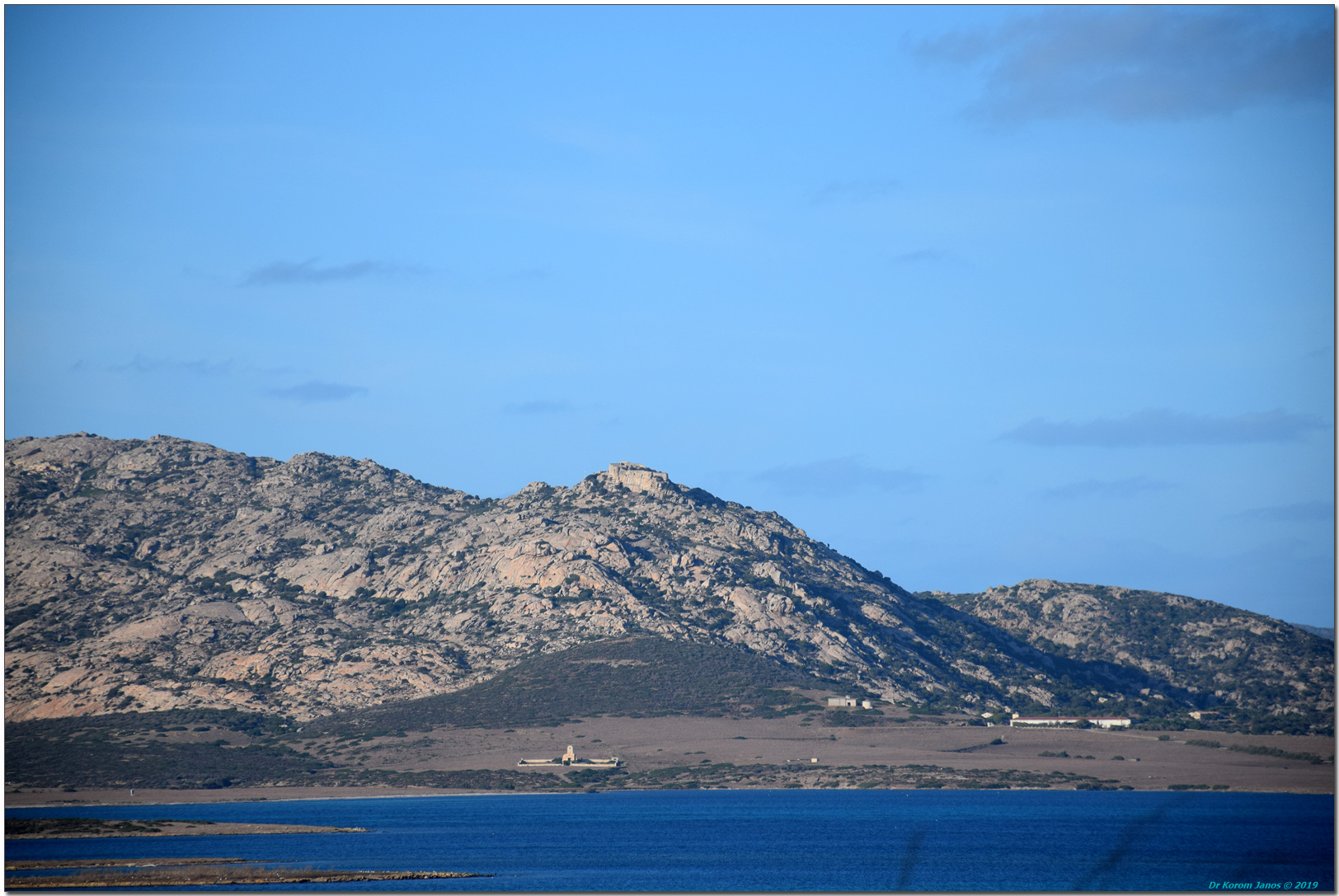
Asinara, het gevangeniseiland

D’Urso was een Siciliaan die carrière maakte in de Romeinse magistratuur en overheid. Op het moment van zijn ontvoering was hij directeur van Bureau III van het directoraat-generaal Gerechtelijke Instellingen op het Ministerie van Justitie. Het directoraat-generaal was verantwoordelijk voor de gevangenissen in Italië, waar leden van de Rode Brigades gevangen zaten. Voor hem waren er drie topambtenaren van het directoraat-generaal met machinegeweren gedood door de Rode Brigades. Het ging om Riccardo Palma (14 februari 1978), Girolamo Tartaglione (10 oktober 1978) en Girolamo Minervini (18 maart 1980). 
Toen was het de beurt aan Giovanni D’Urso. Een commando van de Rode Brigades onder leiding van Mario Moretti ontvoerde hem op 12 december 1980. Dit vond plaats nadat een ander commando was gearresteerd in Milaan. Hun eis was de onmiddellijke sluiting van het gevangeniseiland Asinara gelegen bij Sardinië. Dit eiland had de bijnaam het Duivelseiland. De oude gevangenis was nog weinig bevolkt en onder de gevangenen zaten er leden van de Rode Brigades. De Rode Brigades lieten weten aan de pers en aan de regering dat het ‘proletariërsproces’ tegen D’Urso gestart was. De regering Arnaldo Forlani was verdeeld over de kwestie. Op kerstdag 1980 verklaarde Adolfo Sarti, minister van Justitie, dan toch dat Asinara moest geëvacueerd worden. Kort nadien brak er een gevangenisopstand elders uit, in Trani in de regio Apulië (28 december 1980). Gevangenen onder leiding van de Rode Brigadist Seghetti namen de instelling in handen en gijzelden de gevangenbewaarders. Op dat moment hadden de Rode Brigades twee troeven in handen: zowel D’Urso van het ministerie als de gevangenbewaarders. Hier greep de regering in. ’s Anderendaags sloegen speciale politietroepen de opstand in Trani neer (29 december 1980). De Rode Brigades riposteerden onmiddellijk door generaal Enrico Riziero Galvaligi dood te schieten wanneer deze naar een familiefeest trok (31 december 1980). Deze generaal was verantwoordelijk geweest voor het neerslaan van de opstand in Trani.
Op 4 januari 1981 meldden de ontvoerders dat hun proletarische rechtbank D’Urso ter dood had veroordeeld. Zij eisten dat de kranten in Italië hun bericht publiceerden. Sommige deden het, andere weigerden zoals bijvoorbeeld de Corriere della Sera, La Repubblica, La Stampa, Il Tempo, L'Unità, L’Avvenire of Il Matino. Deze tweede groep kranten zwaaide met de persvrijheid. Op 10 januari 1981 stelden de ontvoerders een ultimatum: sluiting van Asinara of uitvoering van hun doodstraf. Diezelfde avond deed D’Urso's dochter een oproep op de televisie aan de Rode Brigades om haar vader vrij te laten. Dit gebeurde ook op 15 januari 1981. D'Urso werd geketend en levend teruggevonden in de straten van Rome.
Nadien maakte D’Urso nog carrière als voorzitter van het Hof van Cassatie. D’Urso werd voor de rest vergeten. Bij zijn begrafenis in 2011 was er niemand van de Italiaanse overheid aanwezig. Geen plein, gebouw of aula draagt zijn naam in Italië, wat volgens politieke analisten wijst hoe zwaar D’Urso in de vergetelheid geraakte.